# Tuexenia
Die Tuexenia. Eine Zeitschrift für Vegetationskunde in Europa ist eine begutachtete, geobotanisch-pflanzensoziologische, von Reinhold Tüxen gegründete Fachzeitschrift. Die Schriftenreihe wird von der Floristisch-Soziologischen Arbeitsgemeinschaft herausgegeben. Der Impact Factor beträgt 0,7 und sie belegt Platz 196 von 449 Zeitschriften der Ökologie. Die Zeitschrift erscheint mit Diamond-Open-Access.

## Profil
Die Zeitschrift Tuexenia veröffentlicht vorwiegend deutschsprachige, aber auch englischsprachige Originalarbeiten über floristische und vegetationskundliche Untersuchungen und ihre theoretischen Grundlagen und Anwendungen in der Praxis. Die Zeitschrift hat seit 1928 über 40.000 Vegetationsaufnahmen veröffentlicht (Stand 2017), die in der elektronischen Datenbank VegetWeb 2.0 eingepflegt wurden. Sie nimmt eine Mittelstellung zwischen internationalen Fachzeitschriften und regionalen Veröffentlichungen ein. Sie hat einen geographischen Fokus auf Mitteleuropa, ist vorwiegend auf Deutsch und veröffentlicht gedruckte Anhänge wie Vegetationstabellen, aber hat gleichzeitig ein Peer-Review-Verfahren, publiziert online mit DOI-Nummern und bietet englische Titel, Abstracts und Abbildungsunterschriften in den Artikeln. Die publizierten Artikel werden in zahlreichen Referateorganen berücksichtigt.
Die European Dry Grassland Group (EDGG) eine Arbeitsgruppe der International Association of Vegetation Science veröffentlichte 2006 und 2009–2021 Sonderteile mit mehreren Artikeln in Tuexenia. Mit diesen Sonderteilen bekamen englische Veröffentlichungen ein stärkeres Gewicht in der Zeitschrift.
In Tuexenia werden zahlreiche Nachrufe von verdienten Ökologen veröffentlicht, die zugleich die Geschichte der Vegetationskunde dokumentieren.

## Geschichte
Die Nachrufe erschienen von 1928 bis 1939 (Heft 1–4) unter dem Namen Mitteilungen der Floristisch-soziologischen Arbeitsgemeinschaft in Niedersachsen. Nach der Neugründung der Floristisch-Soziologischen Arbeitsgemeinschaft wurde von 1949 bis 1980 die Schriftenreihe unter dem Namen Mitteilungen der Floristisch-Soziologischen Arbeitsgemeinschaft (‚Neue Folge‘) in neuer Zählung (Heft 1–22) fortgesetzt. Die Redaktion der Schriftenreihe wurde seit 1928 von Reinhold Tüxen, dem geistigen Vater der Pflanzensoziologie in Deutschland, geleitet.
Wichtige Veröffentlichungen zu Beginn waren der Band 3 „Die Pflanzengesellschaften von Nordwestdeutschland“ von Reinhold Tüxen, da es die erste systematische überregionale Zusammenfassung von Vegetationsaufnahmen war.
Seit dem Tod Reinhold Tüxens erscheinen die Mitteilungen der Floristisch-Soziologischen Arbeitsgemeinschaft von 1981 an unter dem Namen TUEXENIA wiederum mit neuer Zählung. Hartmut Dierschke war bis 2012 Herausgeber und seitdem ist es Thilo Heinken. Zusätzlich wurde 2012 ein Redaktionsgremium mit Asisstant Editors eingerichtet. Die Beiträge wurden immer vom Redaktionsbeirat begutachtet und seit 1997 wird das Peer-Review-Verfahren angewandt, seit 2011 befindet sich die Zeitschrift im Web of Science und erhält Impact Factors und seit 2014 haben die Artikel DOI-Nummern.